# Renault Laguna III
| Sterne im Euro-NCAP-Crashtest (2007) |

Renault Laguna III (Typ T) bezeichnet die dritte Generation des Mittelklassewagens Laguna von Renault.

## Modellgeschichte
Im Oktober 2007 kam der Laguna der dritten Generation auf dem Markt. Er wurde in Kooperation mit Nissan entwickelt und ist in vielen Teilen mit dem Nissan Altima baugleich.
Neben der Schräghecklimousine und dem ab März 2008 erhältlichen Kombi Grandtour gab es seit November 2008 auch wieder ein Coupé, das erste seit dem Renault Megane I Coupè. Die Karosserie des Coupés ist kürzer (−52 mm) und flacher (−40 mm) als die der Limousine. Renault bot das Laguna-Coupé zu einem ähnlichen Preis an wie Fiat-Chrysler den Alfa Romeo Brera und PSA das Peugeot 407 Coupé.
Als Antrieb kamen außer einem neuentwickelten 3,0-Liter-V6-Diesel mit 173 kW (235 PS) die 2.0-dCi-Motoren zum Einsatz, die im Laguna II erstmals ab Frühjahr 2005 verbaut wurden. Dabei sind alle Dieselmotoren – bis auf den 1,5 dCi – serienmäßig mit einem Rußpartikelfilter ausgestattet. Als Ottomotor war der vom Nissan 350Z stammende, etwas gedrosselte 3,5-Liter-V6-Motor mit 175 kW (238 PS) verfügbar, der unter anderem auch im Espace sowie im Vel Satis integriert wurde. Als weitere Optionen wurden neue Zweilitermotoren mit Saugrohreinspritzung und Turboaufladung, sowie ein 103 kW (140 PS) starken Zweiliter-Saugmotor angeboten. Als kleinster Motor stand ein 1,6-Liter-Motor mit 81 kW (110 PS) zur Wahl. Die V6-Motoren gab es allerdings nur im Coupé und Grandtour.
In der Ausstattungsvariante GT bot Renault erstmals eine Allradlenkung an, die einen Wendekreis von 10,3 Metern ermöglicht. Die Hinterräder lenken dabei über einen Elektromotor und eine zusätzliche Spurstange bis zu 3,5 Grad ein. Die Allradlenkung lenkt bis 60 km/h gegenläufig, darüber gleichläufig.

### Ausstattungsvarianten
- Emotion (Sonderserie in Deutschland mit einfacherer Ausstattung)
- Expression
- Dynamique
- Bose (gut ausgestattete Sonderserie vergleichbar Dynamique mit Bose-Soundsystem)
- Privilège (in Österreich)
- Exception (in Deutschland ab August 2008)
- Initiale
- GT
- Sportway (Sonderserie in Deutschland ab Juli 2012)
- Monaco GP (nur 399-mal gebaut, davon kamen 77 Stück nach Deutschland)
- Limited (im November 2014 eingeführte Sonderserie; ersetzte Expression und Dynamique)

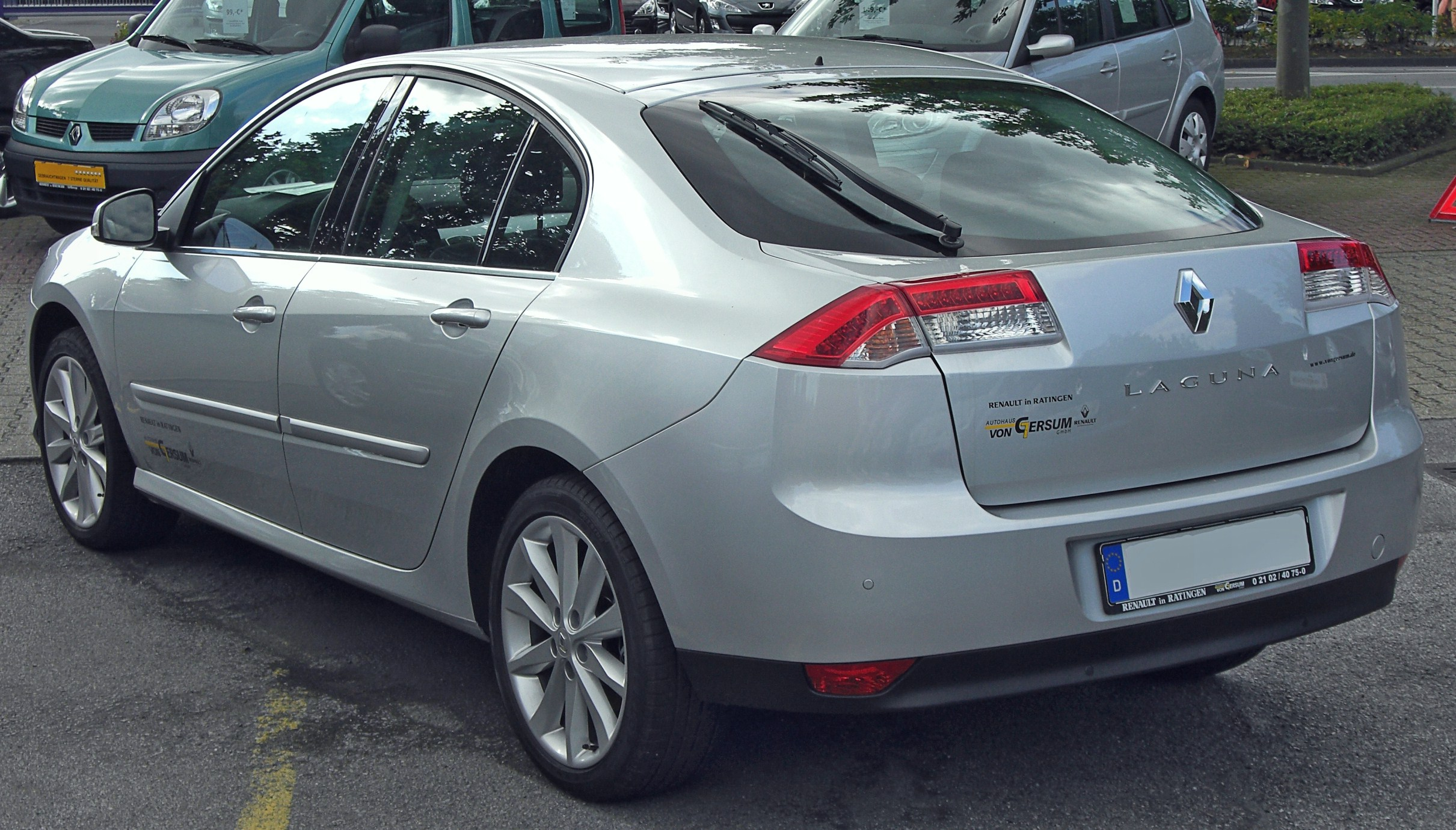
Heckansicht
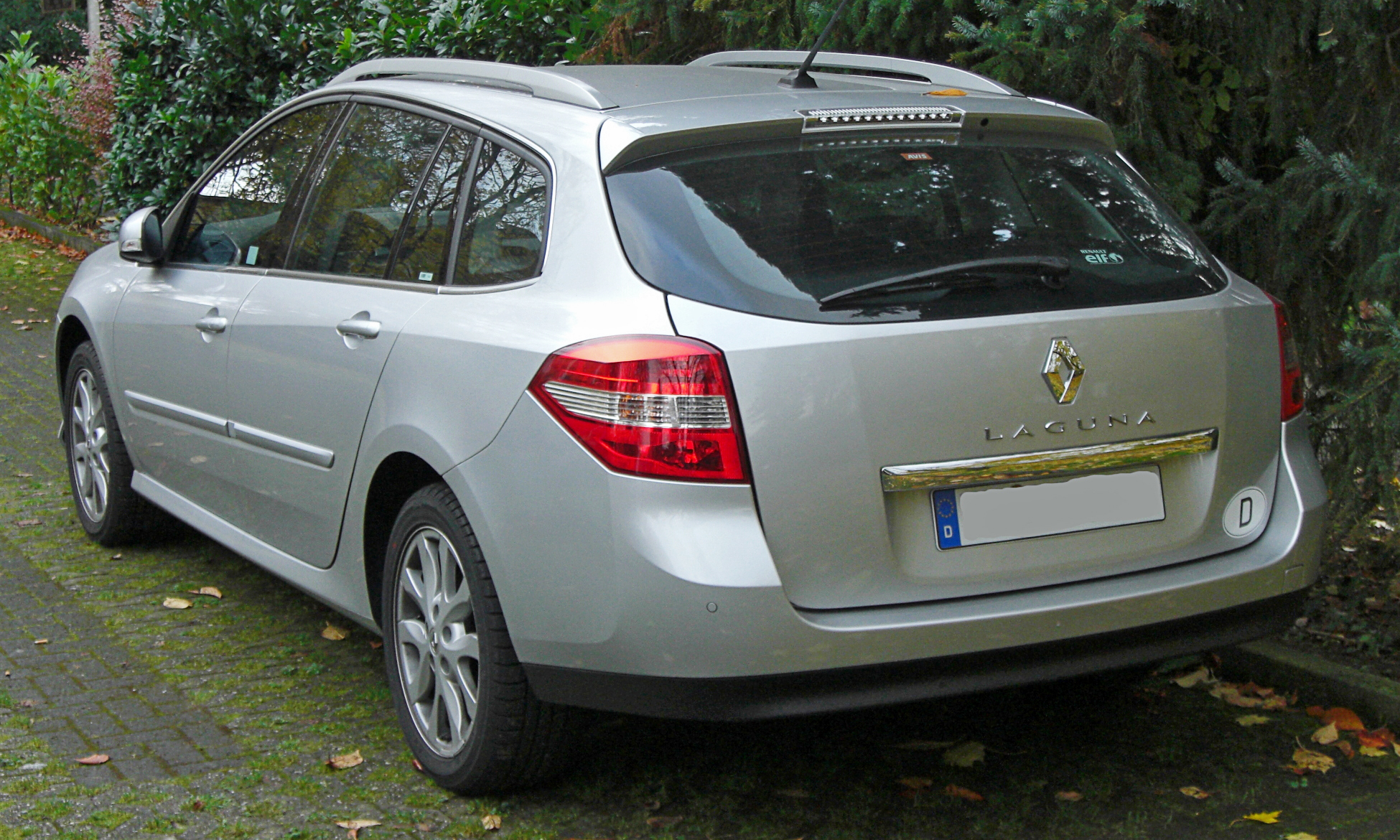
Renault Laguna Grandtour (2008–2011)
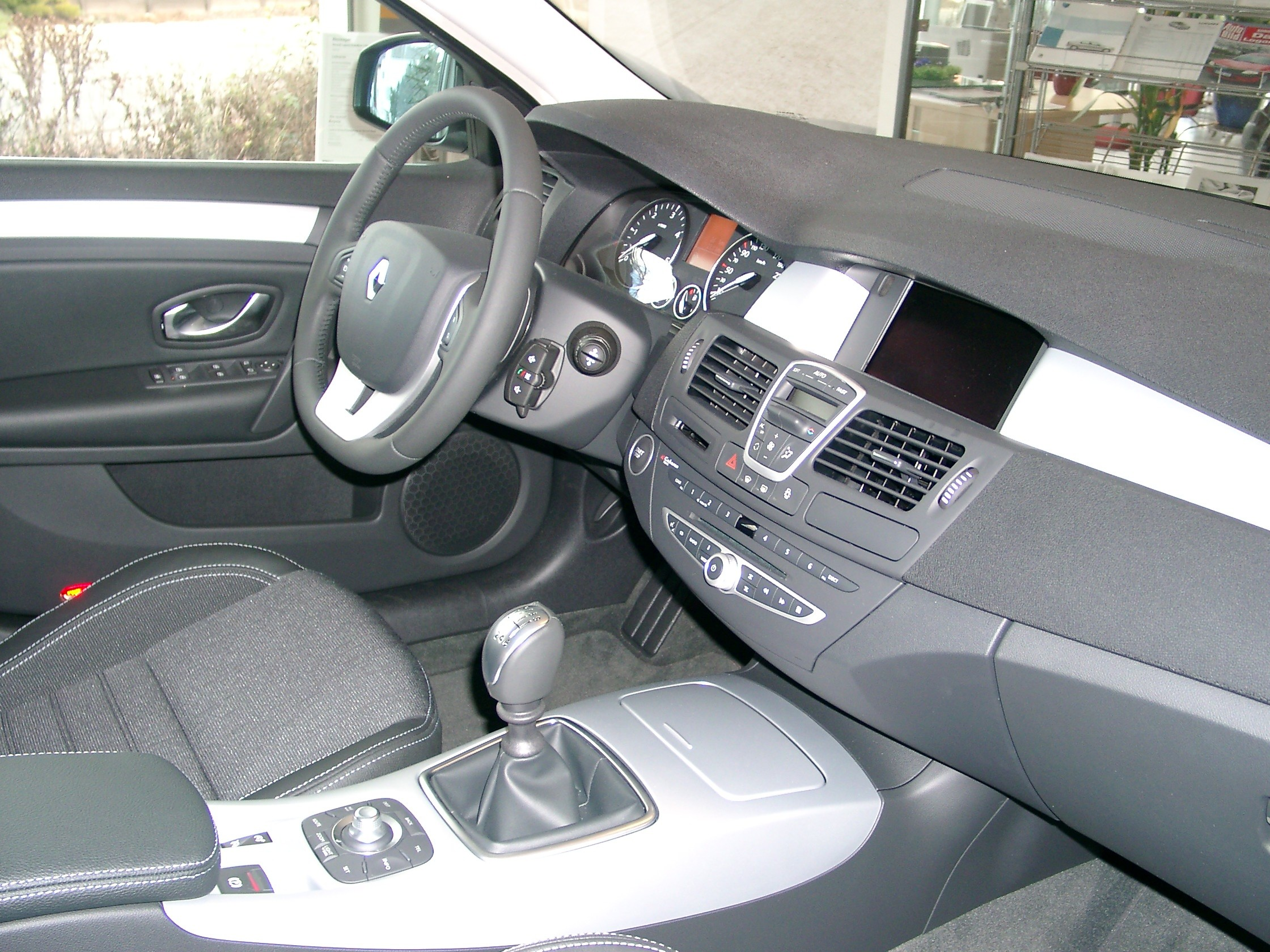
Interieur
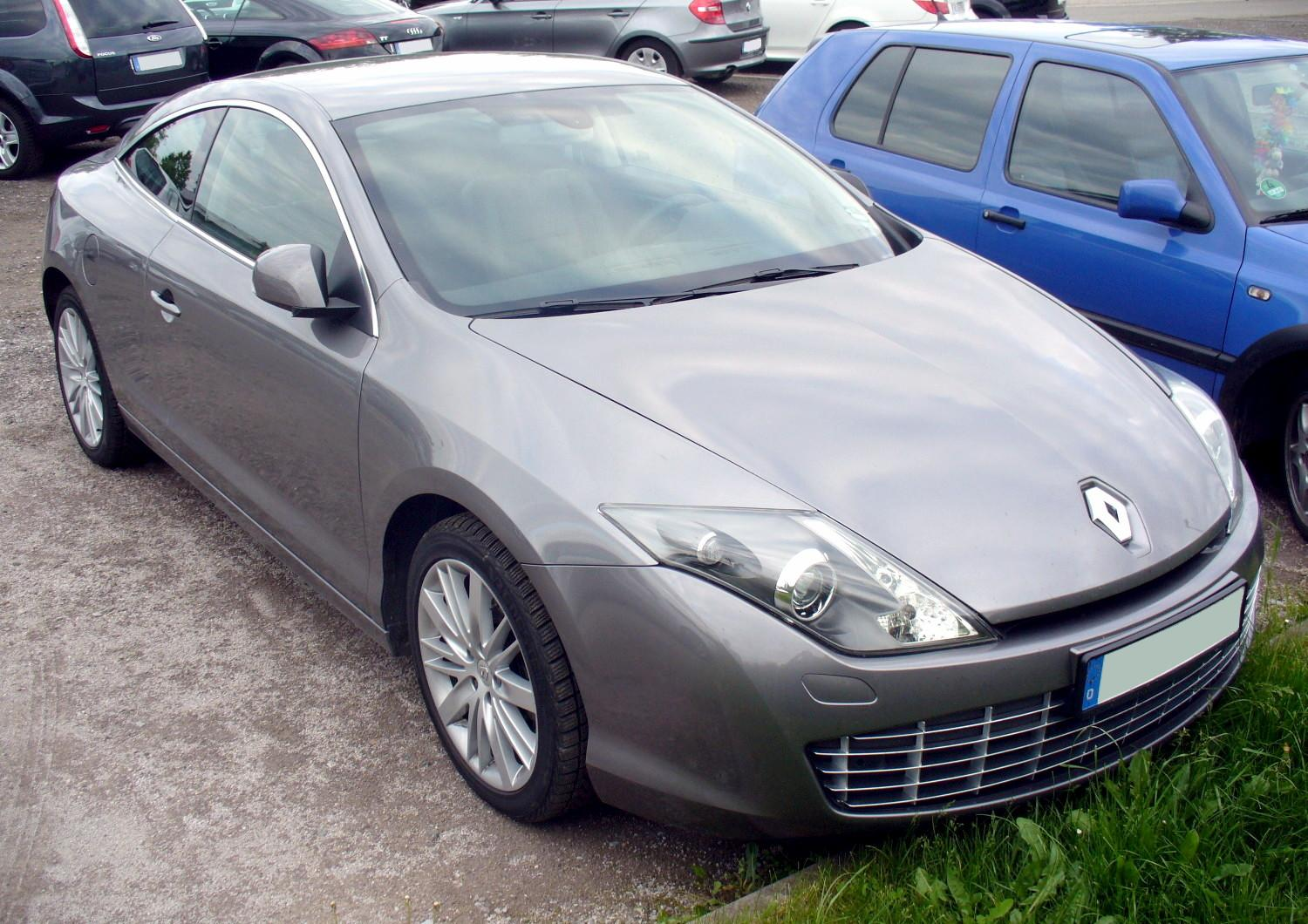
Renault Laguna Coupé (2008–2012)
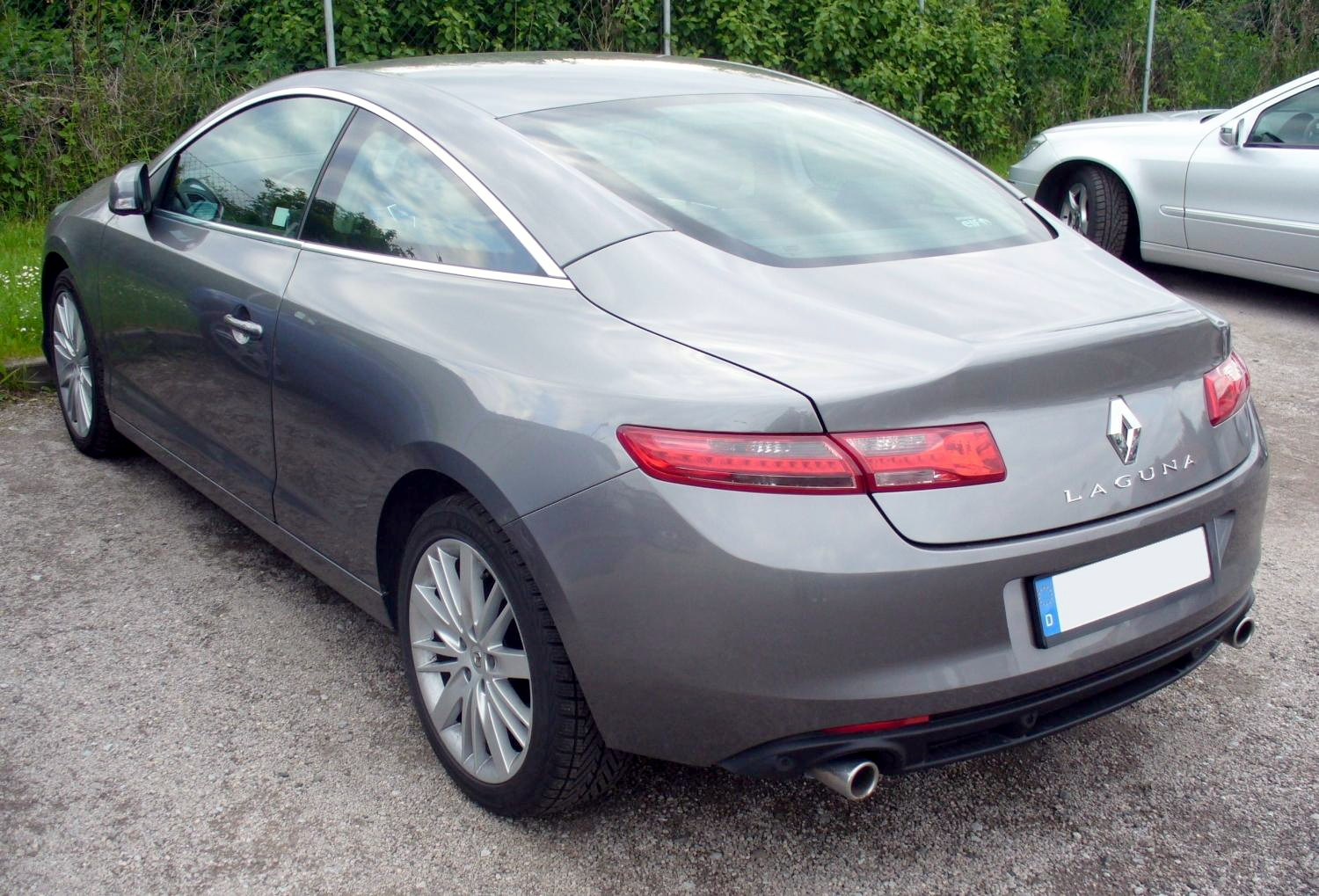
Heckansicht
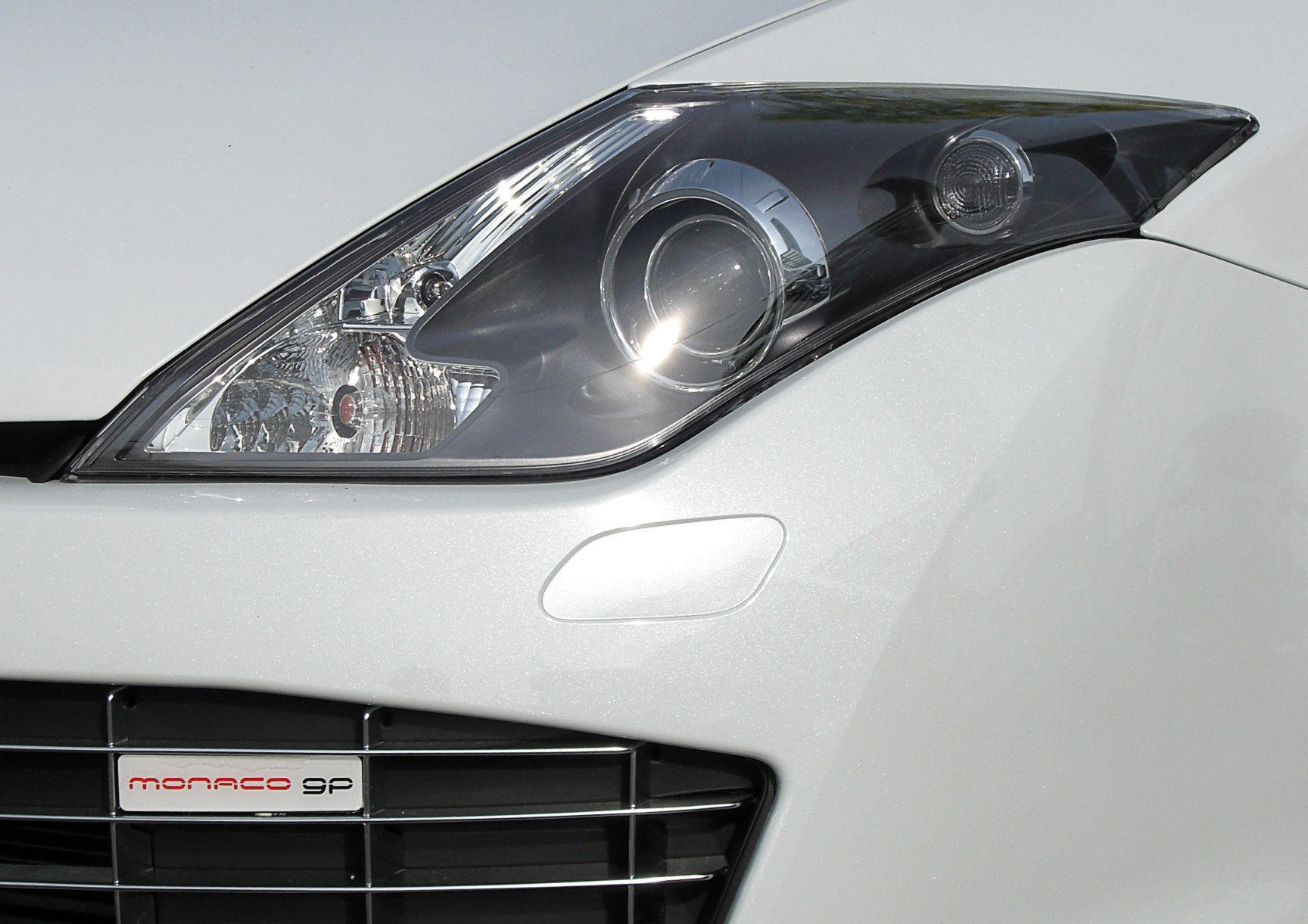
Emblem des Sondermodells Monaco GP

### Modellpflege
Im Januar 2011 wurden die Limousine und der Grandtour überarbeitet. Dazu gehören eine leicht modifizierte Front und abgedunkelte Heckleuchten.
Das modifizierte Coupé kam Ende Februar 2012 auf den Markt. Zu den Neuerungen zählen ein schwarzes Dach und schwarze Außenspiegel. Die Allradlenkung gehört nun ebenso wie das LED-Tagfahrlicht zur Serienausstattung.
Im Juli 2015 endete die Produktion des Laguna. Er wurde ab Oktober 2015 durch den Talisman abgelöst. Ein Kombi folgte im Frühjahr 2016.

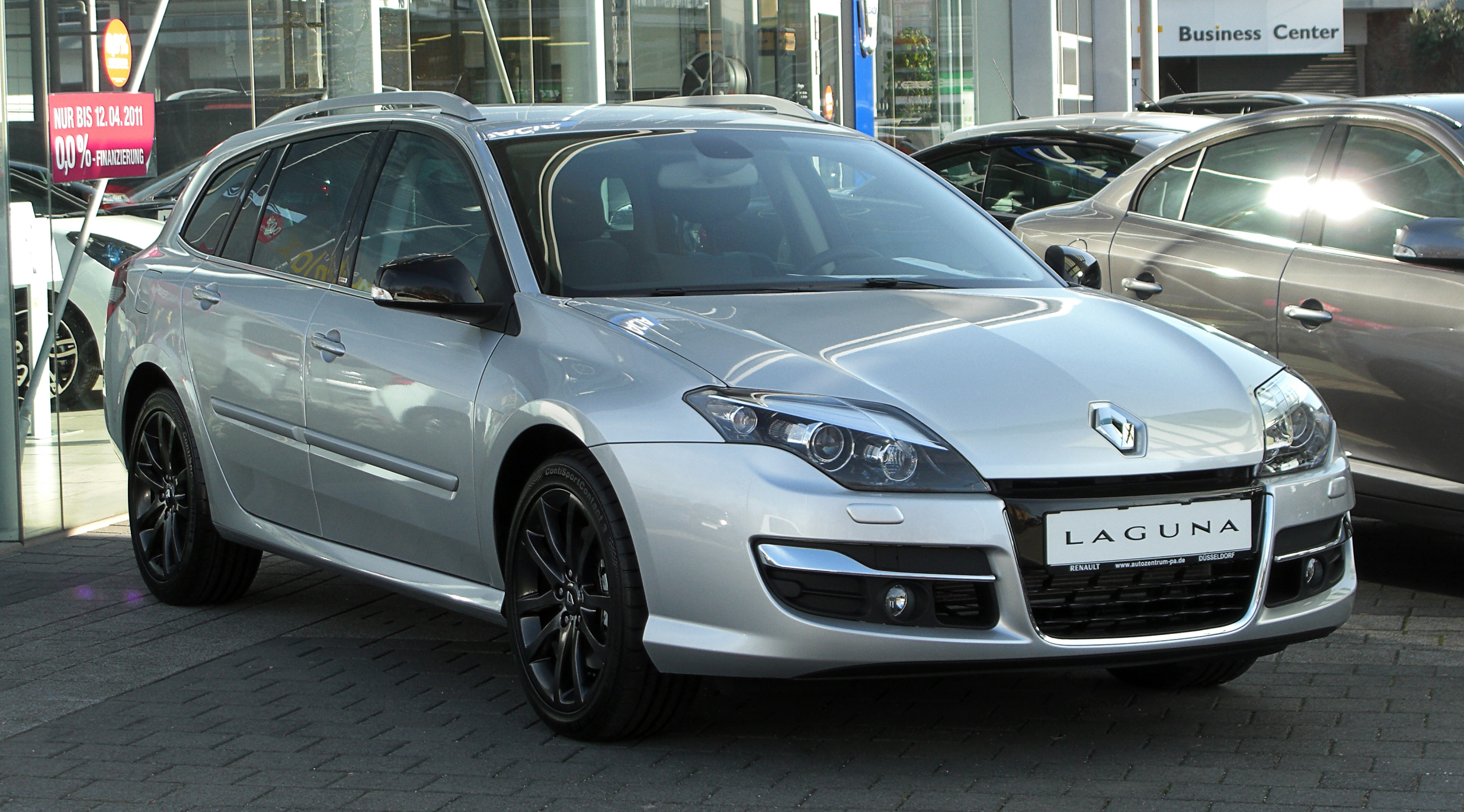
Renault Laguna Grandtour (2011–2015)
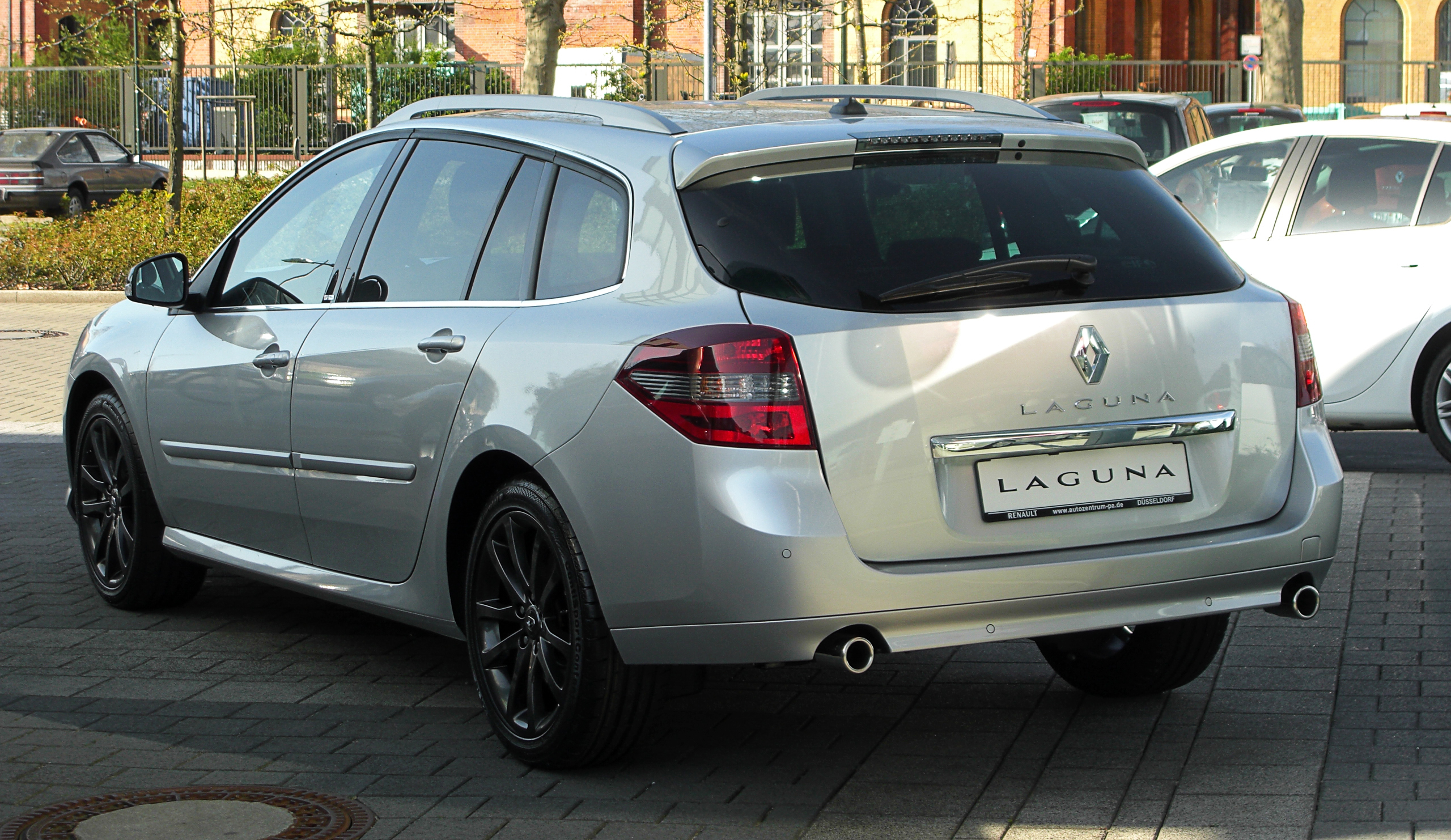
Heckansicht

### Motorenübersicht
| Modell                 | Motortyp | Zylinder / Ventile | Hubraum  | Leistung                     | Drehmoment          | Variante                       | Bauzeitraum                            |
| Otto                   | Otto     | Otto               | Otto     | Otto                         | Otto                | Otto                           | Otto                                   |
| ---------------------- | -------- | ------------------ | -------- | ---------------------------- | ------------------- | ------------------------------ | -------------------------------------- |
| 1.6 16V 110            | K4M      | Reihe 4 / 16       | 1598 cm³ | 81 kW (110 PS) bei 6000/min  | 151 Nm bei 4250/min | Limousine, Grandtour           | 09/2007–11/2010                        |
| 2.0 16V 140            | M4R      | Reihe 4 / 16       | 1997 cm³ | 103 kW (140 PS) bei 6000/min | 195 Nm bei 3750/min | Limousine, Grandtour           | 09/2007–07/2015                        |
| 2.0 16V 140 E85 eco2   | M4R      | Reihe 4 / 16       | 1997 cm³ | 103 kW (140 PS) bei 6000/min | 195 Nm bei 3750/min | Limousine, Grandtour           | 01/2011–03/2013                        |
| 2.0 TCe 170            | F4R      | Reihe 4 / 16       | 1998 cm³ | 125 kW (170 PS) bei 6000/min | 270 Nm bei 3250/min | Limousine, Grandtour, Coupé    | 09/2007–11/2013                        |
| 2.0 TCe 205            | F4R      | Reihe 4 / 16       | 1998 cm³ | 150 kW (204 PS) bei 5000/min | 300 Nm bei 3000/min | Limousine, Grandtour, Coupé    | 05/2008–06/2013                        |
| 3.5 V6 240             | V4Y      | V 6 / 24           | 3498 cm³ | 175 kW (238 PS) bei 6000/min | 330 Nm bei 4400/min | Coupé                          | 09/2008–01/2012                        |
| Diesel                 |          |                    |          |                              |                     |                                |                                        |
| 1.5 dCi 110 eco2       | K9K      | Reihe 4 / 8        | 1461 cm³ | 81 kW (110 PS) bei 4000/min  | 240 Nm bei 2000/min | Limousine, Grandtour           | 09/2007–07/2015                        |
| 2.0 dCi 130 (FAP)      | M9R      | Reihe 4 / 16       | 1995 cm³ | 96 kW (130 PS) bei 4000/min  | 320 Nm bei 2000/min | Limousine, Grandtour           | 09/2007–06/2009 06/2013–07/2015        |
| 2.0 dCi 150 (FAP)      | M9R      | Reihe 4 / 16       | 1995 cm³ | 110 kW (150 PS) bei 4000/min | 340 Nm bei 2000/min | Limousine, Grandtour, Coupé    | 09/2007–07/2015                        |
| 2.0 dCi 175 (FAP)      | M9R      | Reihe 4 / 16       | 1995 cm³ | 127 kW (173 PS) bei 4000/min | 380 Nm bei 2000/min | Limousine, Grandtour, Coupé    | 01/2008–07/2015 Coupé: 06/2013–07/2015 |
| 2.0 dCi 175 (FAP) Aut. | M9R      | Reihe 4 / 16       | 1995 cm³ | 127 kW (173 PS) bei 4000/min | 360 Nm bei 2000/min | Limousine, Grandtour, Coupé    | 01/2008–07/2015 Coupé: 06/2013–07/2015 |
| 2.0 dCi 180            | M9R      | Reihe 4 / 16       | 1995 cm³ | 131 kW (178 PS) bei 3750/min | 400 Nm bei 2000/min | Limousine, Grandtour, Coupé    | 03/2008–06/2013                        |
| 3.0 V6 dCi 240         | V9X      | V 6 / 24           | 2993 cm³ | 173 kW (235 PS) bei 3700/min | 450 Nm bei 1500/min | Grandtour (bis 11/2010), Coupé | 09/2008–11/2013                        |